# Русский Мочар
Русский Мочар (укр. Руський Мочар) — село в Великоберезнянской поселковой общине Ужгородского района Закарпатской области Украины.
Село расположено к востоку от районного центра, посёлка городского типа Великий Берёзный у подножия горы Яворник (1021 м). В селе есть библиотека, клуб, магазин продовольственных товаров и церковь УПЦ МП.

## История

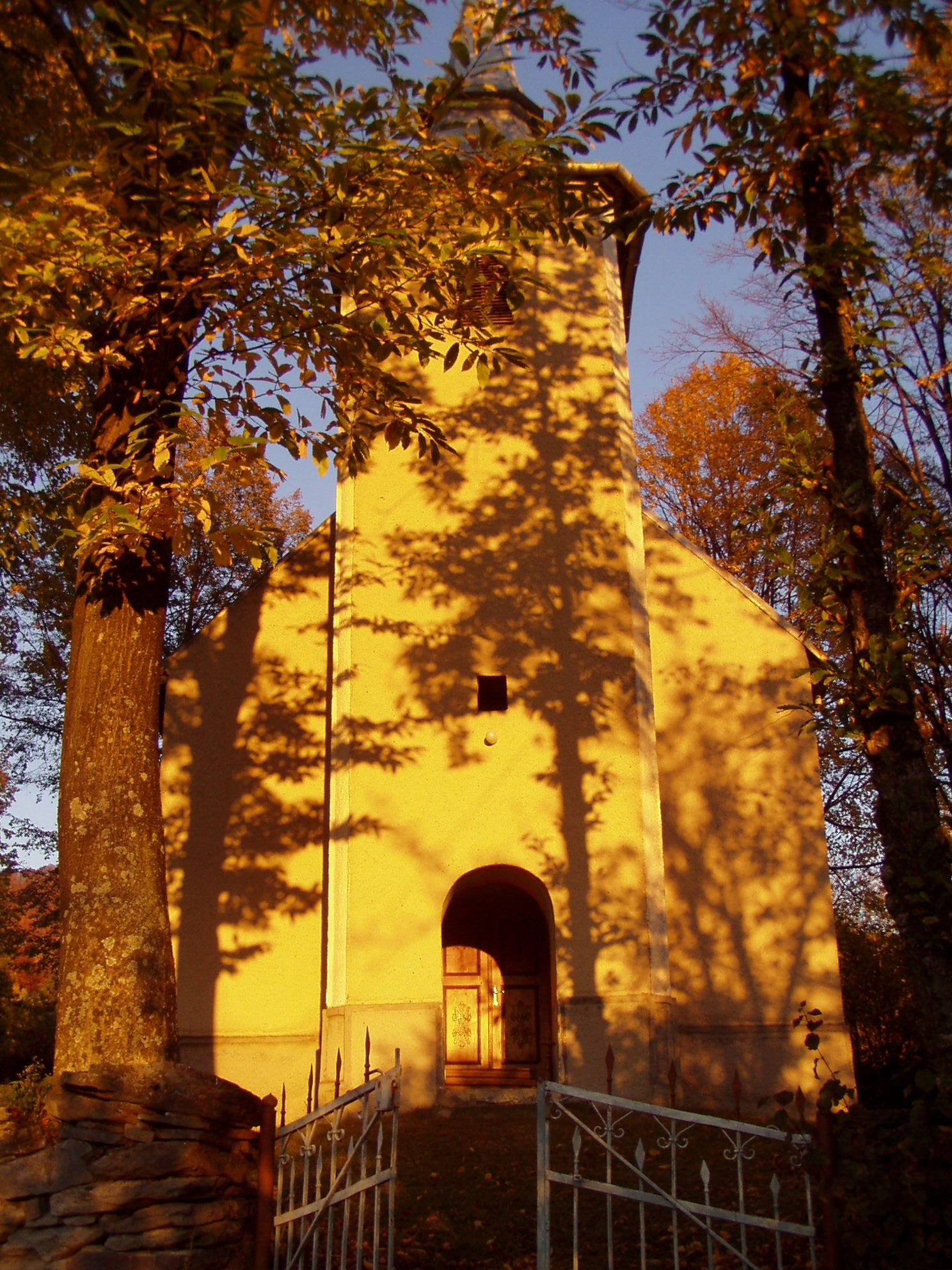
Церковь в селе Русский Мочар

Поселение основано переселенцами на рубеже XVII—XVIII веков. В 1715 году в налоговых списках числится только одно крестьянское зависимое хозяйство, которое подлежало налогообложению. Согласно «германскому праву» все остальные домохозяйства, возможно, пользовались льготами.
В 1751 году в селе проживало 60 человек, которые могли исповедоваться.
В годы Великой Отечественной войны Русский Мочар потерял четырёх односельчан — добровольцев Красной Армии.

## СМИ[1]

### Телеканалы
- 9 ТВК — Мультиплекс MX-7
- 39 ТВК — Мультиплекс MX-1
- 53 ТВК — Мультиплекс MX-2
- 55 ТВК — Мультиплекс MX-5
- 56 ТВК — Мультиплекс MX-3

### Радиостанции
- 104,3 МГц — Українське Радіо / Українське Радіо - Ужгород